# غلين مورغان
غلين مورغان (بالإنجليزية: Glen Morgan) (و. 1947  م) هو مخرج أفلام، وكاتب سيناريو، ومنتج أفلام أمريكي، ولد في الكاهون، سان ديغو، كاليفورنيا.

## التعليم
تعلم في لويولا ماريمونت.

## وصلات خارجية
- غلين مورغان على موقع IMDb (الإنجليزية)
- غلين مورغان على موقع ألو سيني (الفرنسية)
- غلين مورغان على موقع أول موفي (الإنجليزية)
- غلين مورغان على موقع قاعدة بيانات الأفلام السويدية (السويدية)
- غلين مورغان على موقع قاعدة بيانات الفيلم (الإنجليزية)
- غلين مورغان على موقع كينوبويسك (الروسية)